# Süßengut
Süßengut ist ein Gemeindeteil der Stadt Schwarzenbach am Wald im Landkreis Hof (Oberfranken, Bayern). Süßengut liegt in der Gemarkung Bernstein am Wald.

## Geografie
Süßengut besteht aus zwei Einzelsiedlungen. Haus Nr. 2 liegt am linken Ufer der Thiemitz. Ein Anliegerweg führt 150 Meter nordwestlich zur Kreisstraße KC 2.  Haus Nr. 1 liegt allseits von Wald umgeben 600 Meter südöstlich von Haus Nr. 2 an einem namenlosen linken Zufluss der Thiemitz, der bei Haus Nr. 2 in diese mündet. Ein Wirtschaftsweg führt 700 Meter westlich nach Breitengrund.

## Geschichte
Gegen Ende des 18. Jahrhunderts bestand Süßengut aus vier Anwesen (3 Gütlein, 1 Wohnhaus). Die Hochgerichtsbarkeit sowie die Grundherrschaft über das Gütlein hatte das bayreuthische Verwaltungsamt Bernstein am Wald.
Von 1797 bis 1810 unterstand Süßengut dem Justiz- und Kammeramt Naila. Infolge des Ersten Gemeindeedikts wurde Süßengut dem 1812 gebildeten Steuerdistrikt Bernstein am Wald und der zugleich entstandenen Ruralgemeinde Bernstein zugewiesen. Am 1. Mai 1978 wurde Süßengut im Zuge der Gebietsreform in Bayern nach Schwarzenbach eingegliedert.

### Einwohnerentwicklung
| Jahr      | 1819  | 1861  | 1871   | 1885   | 1900   | 1925   | 1950   | 1961   | 1970   | 1987  |
| Einwohner | 21    | 34    | 31     | 22     | 18     | 18     | 13     | 15     | 7      | 2     |
| Häuser    |       |       |        | 4      | 4      | 4      | 4      | 3      |        | 2     |
| Quel      | [ 6 ] | [ 9 ] | [ 10 ] | [ 11 ] | [ 12 ] | [ 13 ] | [ 14 ] | [ 15 ] | [ 16 ] | [ 1 ] |

## Religion
Süßengut ist evangelisch-lutherisch geprägt und bis heute nach St. Michael (Bernstein am Wald) gepfarrt.